# Simeonovgrad
Simeonovgrad (bulgariska: Симеоновград) är en ort i Bulgarien.   Den ligger i kommunen Obsjtina Simeonovgrad och regionen Chaskovo, i den centrala delen av landet, 220 km öster om huvudstaden Sofia. Simeonovgrad ligger 104 meter över havet och antalet invånare är 7 388.
Terrängen runt Simeonovgrad är platt. Närmaste större samhälle är Dimitrovgrad, 19,3 km väster om Simeonovgrad.
Trakten runt Simeonovgrad består till största delen av jordbruksmark. Runt Simeonovgrad är det ganska glesbefolkat, med 38 invånare per kvadratkilometer.